# 비바리 (드라마)
《비바리》는 1984년 4월 27일에 방영된 KBS 1TV 청소년문학관 시리즈 중 두 번째 작품이다.

## 줄거리
준은 어머니의 과잉보호 속에 오직 공부만 해야 된다는 강박관념에 사로 잡혀 지내는데, 어느 날 천국으로 간다는 편지만 남겨놓고 제주도에 있는 친구 기영을 찾아간다. 그러나 기영은 이미 죽고 그 곳에서 순녀라는 비바리를 만난다. 순녀는 부정을 탄 여자라고 마을에서 쫓겨나 동굴에서 사는데 기영의 부모는 기영이 죽은 것도 그녀 탓이라고 믿는다.

## 등장 인물

### 주요 인물
- 이영수 : 준 역
- 강수연 : 순녀 역
- 권오현 : 양기영 역

### 그 외 인물
- 황정아
- 장기용
- 정해창
- 봉수연
- 신수강
- 임영식